# 大武乡 (玛沁县)
大武乡，是中华人民共和国青海省果洛藏族自治州玛沁县下辖的一个乡镇级行政单位。

## 行政区划
大武乡下辖以下地区：
日进牧委会、江前牧委会、哈龙牧委会和格多牧委会。